# سبيرو (مجلة)
مجلة سبيرو (بالفرنسية:Le Journal de Spirou) هي مجلة أسبوعية قصص مصورة فرانكو-بلجيكية نشرت من طرف شركة دوبوي. نشرت لأول مرة في 21 أبريل 1938، كانت مجلة أسبوعية بثمان صفحات مكونة من مزيج من القصص القصيرة والنكت، سلسلة من القصص المصورة، وقليل من القصص المصورة الأمريكية، حيث سيتم تجميع أكثر القصص شعبية على شكل ألبومات من قبل دوبوي بعد ذلك.